# Sora Aoi
Sora Aoi (蒼井そら, Aoi Sora), également connue sous le nom de Sola Aoi), née le 11 novembre 1983 à Tokyo, Japon, est une AV Idol japonaise. Elle est l'une des actrices ayant remporté, à son époque, les plus hautes récompenses pour les rôles qu’elle a interprétés dans ses films.

## Biographie

### Enfance et adolescence
Sora Aoi est née le 11 novembre 1983 à Tokyo, Japon. Étudiante, elle occupe différents postes à temps partiel dans la restauration rapide (pizzerias, cafétérias, pubs…). Au cours de sa troisième année d’études secondaires, elle est découverte dans le quartier de Shibuya par une agence de mannequins pour travailler en tant que Gravure Idol et mannequin.
À la question de savoir comment elle a choisi son nom d’emprunt, elle répond : « Mon chef d’Agence m’a demandé quelle était ma couleur préférée. J’ai répondu : le bleu (« aoi » en japonais). Il m’a aussi demandé ce que j’aimais plus particulièrement. Je lui ai dit : le ciel (“Sora” en japonais). Il a donc choisi pour moi le nom de ‘’Sora Aoi’’ (“Ciel bleu” en Japonais) ». Aoi commence à poser dévêtue en novembre 2001. Ses « grands yeux [,] son sourire agréable », son visage de jeune fille et… sa poitrine généreuse la font rapidement remarquer comme mannequin de nus. Au début, ses bonnets de soutien-gorge sont « F » mais deviennent “bonnets G” au cours de sa première année de tournage.
Bien que non confirmé à l’heure actuelle, Aoi tient un rôle dans deux films réservés aux adultes[réf. nécessaire], ‘'Summer Break’’ et ‘’'Twinkle Twinkle’’, à la demande d’une chaîne de télévision pornographique privée. Elle a ensuite été sous contrat avec KUKI, qui regroupe également Samantha et Alice Japan.

### Débuts dans la vidéo pornographique
Aoi débute officiellement dans le film AV en 2002, à l’âge de 18 ans, dans une production des studios Alice Japan, Happy Go Lucky. paru en juillet 2002. Le film met l’accent sur la jeunesse d’Aoi et sur son statut de “nouvelle venue”. Aoi y est enlevée, séquestrée et violée par son enseignant. Ce film contient également des urabon (裏本), scènes interdites par la censure japonaise[réf. nécessaire].

### Films pornographiques à caractère documentaire
Les critiques ont souvent stigmatisé le caractère documentaire de nombreuses vidéos pour adultes au Japon,.
Le second film pornographique d’Aoi (le premier tourné pour MAX-A – une firme éditant sous le label Samantha) - est également axé sur un aspect documentaire montrant le thème désormais « classique » de l’initiation au sexe. En témoignant de l’éveil sexuel de l’actrice, l’activité à l’écran est une documentation explicite pour le spectateur. Ce vidéo film, The Blue Sky: Sora Aoi, fait également appel au thème de l’éveil sexuel en montrant Aoi prenant du plaisir avec un godemichet, instrument qu'elle utilise pour la première fois de sa vie.
'’Facial’’, paru en août 2002, est une gonzo-vidéo pour un effet plus réaliste des “gros plans”. L’histoire est celle d’Aoi ayant des relations sexuelles avec des hommes de rencontre dans un hôtel de passes. Un journaliste de ‘’x-city jp’’ commentait le film en disant qu’« Aoi était plus osée, à chaque nouvelle vidéo ». Une autre vidéo documentaire Bubbly Heaven, série mise sur le marché en août 2003, implique différentes actrices AV connues qui apprennent la technique du « soapland » auprès de professionnelles pour ensuite faire la démonstration de leur virtuosité pour le plus grand bonheur du spectateur

### Films pornographiques à histoires fictives
Bien que le caractère documentaire soit populaire au Japon en ce qui concerne les vidéos AV, les films basés sur des histoires de science fiction ne sont pas en reste (décembre 2002). ‘’50/50’’ raconte l’histoire d’une femme qui travaille à la fois dans un restaurant et dans un spectacle où elle s’exhibe afin de gagner suffisamment d’argent pour payer le loyer de l’appartement dans lequel elle habite avec son ami. Ce scénario donne l’occasion pour Aoi d’arborer une tenue d’employée de maison française et de pratiquer avec trois acteurs différents. "Bug", critique de ‘’xcity.jp’’ commente en disant que les baisers fréquents d’Aoi aux acteurs lors des scènes de pénétration donnent un côté “agréable” au film. ‘’'Sola-Graph’’, mis sur le marché en janvier 2003, est, pour Aoi, sa quatrième apparition sous le label Samantha. Cette vidéo montre Aoi pratiquant l’acte sexuel avec plusieurs acteurs très connus. Des pénétrations à l’aide de légumes et de fruits sont également pratiquées par les protagonistes. le dernier partenaire d’Aoi dans cette video n’est autre que Taka Kato. Sa dextérité manuelle pour obtenir une éjaculation féminine, légendaire dans le monde de la pornographie japonaise, lui a valu le surnom de "Goldfinger". De fait, on voit Aoi éjaculer sous les doigts de Kato au cours de la scène finale.
En février 2003,.(‘’Wet and Tender’’) Aoi interprète le rôle d’une prostituée poursuivie à la fois par son ami et par un satyre jusqu’à ce qu’elle soit secourue par un passant. Elle le récompensera en s’offrant à lui,.
Puis c’est Sexy Fruit (avril 2003). Aoi aspire à la célébrité. Elle donne ses faveurs en échange de leçons de chant et de cours d’art dramatique.
Little Sister's Secret (mai 2003) est l’histoire d’un inceste. Le film inclut des scènes de cravate de notaire avec l’ami d’Aoi et sous le regard attentif de son professeur d’école. Sont également incluses des scènes de sexe avec le beau-frère. Aoi a fait preuve, dans ce film, d’une grande variété de sentiments ainsi que l’exige son rôle. KUKI estime que c’est là sa meilleure prestation.
Sexy Butt paraît dès le mois suivant. Aoi y est amoureuse d’un cascadeur de la télévision. Elle fantasme d’être manuellement satisfaite par cet acteur. Elle y a également des rapports sexuels avec un scénariste ainsi qu’avec un homme criblé de dettes. Malgré le titre prometteur du film, le postérieur d’Aoi n’apparaît pas souvent dans cette vidéo.

### Autres genres de films
Contrastant avec ces films documentaires, Aoi a tourné des vidéos de science-fiction. Cosmic Girl (octobre 2002), réalisé pour le compte d’Alice Japan, est une « comédie érotique » dans laquelle elle est une superhéroine. Elle se bat contre des Aliens venus de l’étoile Vibe. C’est l’occasion de scènes de sexe avec les Aliens. Aoi porte des vêtements cosplay, un ‘’yukata’’ et chante.

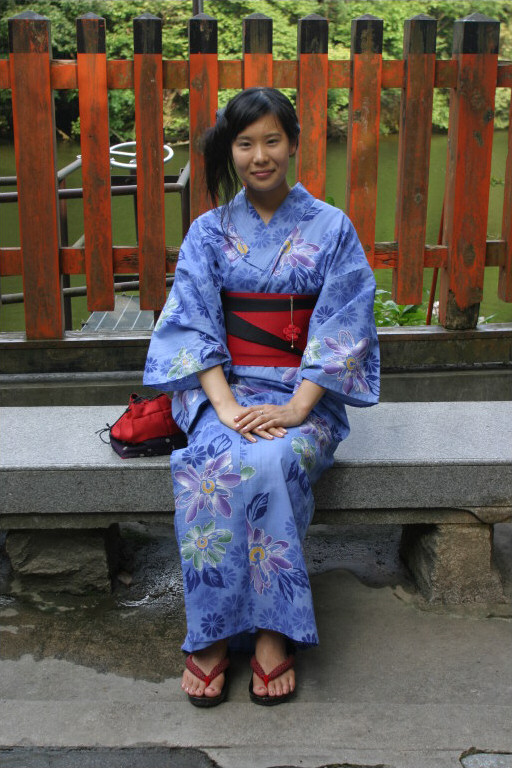
Jeune femme portant un yukata
Photo prise à Kyoto, Japon

Splash, sorti en juillet 2003, voit Aoi projetée dans le futur proche auquel le temps humain est asservi par les « espions de l’Océan ». Des échanges sexuels suivent avec ces espions.

### Notoriété et position prépondérante
En 2003, lors de la cérémonie du grand prix du film pour adultes, Aoi reçoit le Best Breasts Award, dès sa première année de tournage, en récompense de son travail dans l’industrie AV. La même année, Aoi joue dans High School Teacher. Elle interprète deux rôles : le rôle-titre et celui d’une étudiante qui a tenté de se suicider l’année précédant l’arrivée de son enseignant.
Tout en continuant à tourner dans les vidéos pornographiques dures, Aoi paraît dans le premier film de Believe (une nouvelle entité de la firme SHUFFLE) : ‘’The Naked Body’’. Il s’agit d’une Image-video dans laquelle l’actrice pose nue mais sans scène de sexe. Naked / Sora Aoi #2 est la seconde Image-video tournée dans l’île de Guam pour la même firme. Cette fois, Aoi est devenue une des AV Idol les plus en vue du Japon. En 2005, son nom est le deuxième nom le plus recherché sur Internet parmi les femmes célèbres de ce pays. La popularité d’Aoi lui permet de prétendre aux programmes distrayants de haut de gamme, y compris la télévision et la radio. On la retrouve chantant pour quelques albums de Punk rock [réf. nécessaire]. Sa popularité s’étend jusqu’à la Corée du Sud où le groupe Coréen de hip-hop, Epik High, utilise une photo d’elle dénudée pour promouvoir leurs concerts pendant leur traversée du désert. Ils furent arrêtés mais ne s’excusèrent publiquement auprès d’elle que bien des années plus tard.
Aoi continue de travailler pour Alice Japan et Samantha jusqu’en novembre 2004[réf. nécessaire], date à laquelle son contrat n’a pas été renouvelé. Elle s’adresse une compagnie nouvellement constituée : ‘’S1’’. Ce studio voit ses films peu censurés (la commission de censure qui a ‘’S1’’ en charge échappe au contrôle gouvernemental) bien qu’ils contiennent des scènes dures telles que viols collectifs et scènes de bondage.

### Vie actuelle
Au cours de l’année 2006, Aoi fait des apparitions régulières à la télévision dans des productions filmées ou des variétés. D’après le magazine Friday. Elle tombe amoureuse de l'artiste Wes Hartman Septembre 2002 jusqu'en 2014, puis Aoi est amoureuse d’un artiste (comique) célèbre Jiro Hachimitsu. Il est dit qu’Aoi et Hachimitsu vivent toujours ensemble. Aoi tourne encore un petit rôle, non dévêtue, dans une production de Thai-teen movie intitulée "Pid Term Yai" à paraître en mars 2008. Elle commence une carrière de chanteuse pop en Chine en 2010.

## Filmographie

### Vidéos réservées aux adultes
| Titre du film | Producteur    | Réalisateur                        | Date de parution                                         | Notes                                                              |
| --- | ------------- | ---------------------------------- | -------------------------------------------------------- | ------------------------------------------------------------------ |
| Happy Go Lucky!                                                                                                   | Alice Japan   | Kazuhito Kuramoto                  | VHS:30 juillet 2002 DVD:30 août 2002                     | Début d’Aoi en tant qu’AV Idol                                     |
| The Blue Sky Sora Aoi あおぞら                                                                                    | MaxA/Samantha | Yoshiho Fukuoka                    | 23 août 2002                                             |                                                                    |
| Virgin Sky | Max-A         | Yukihiko Shimamura                 | 24 septembre 2002                                        |                                                                    |
| Cosmic Girl | Alice Japan   | Hidekazu Takahara                  | 29 octobre 2002                                          |                                                                    |
| Samantha Sora Aoi Vol. 1 サマンサ 蒼井そら                                                                        | Max-A         | Yoshiho Fukuoka                    | 22 novembre 2002                                         | Parution de The Blue Sky en DVD                                    |
| Facial Sora Aoi                                                                                                   | Max-A         | Yoshiho Fukuoka                    | 29 novembre 2002                                         |                                                                    |
| Max-A Anniversary 3                                                                                               | Max-A         |                                    | 6 décembre 2002                                          | Compilation de 24 actrices                                         |
| 50/50 Sora Aoi | Alice Japan   | Kazutoshi Goto                     | 27 décembre 2002                                         |                                                                    |
| MAX-A3人娘 野原りん 明日香 蒼井そら                                                                               | Max-A         | Yukihiko Shimamura                 | 24 janvier 2003                                          | Parution de Virgin Sky en DVD                                      |
| Sola-Graph | Max-A         | Yukihiko Shimamura                 | 31 janvier 2003                                          |                                                                    |
| Wet and Tender ネッチョリ癒されたい                                                                               | Alice Japan   | Yoshinori Kasuga                   | 28 février 2003                                          |                                                                    |
| Illegal Tits Violation 14 不法侵乳 14                                                                             | Max-A         | Taira Takano                       | 25 mars 2003                                             |                                                                    |
| Samantha Sora Aoi Vol.2 サマンサ蒼井そら VOL.2                                                                    | Max-A         | Yoshiho Fukuoka Yukihiko Shimamura | 25 avril 2003                                            | Parution de Facial et de Sola-Graph en DVD                         |
| Sexy Fruit 色情果実                                                                                               | Alice Japan   | Hidekazu Takahara                  | 25 avril 2003                                            |                                                                    |
| Younger Sister's Secret Sora Aoi 妹の秘密 蒼井そら                                                                | Max-A         | Yo Takemura                        | 30 mai 2003                                              |                                                                    |
| Samantha Sora Aoi Vol. 3 サマンサ 蒼井そら Vol.3                                                                  | Max-A         | Taira Takano                       | 20 juin 2003                                             | Parution de Illegal Tits Violation 14 en DVD                       |
| Sexy Butt 女尻 Mejiri                                                                                             | Alice Japan   | Kunihiro Hasegawa                  | 20 juin 2003                                             |                                                                    |
| The Naked Body 裸体                                                                                               |               |                                    | 25 juin 2003                                             | Nude modeling only                                                 |
| Splash スプラッシュ                                                                                               | Max-A         | Taira Takano                       | 25 juillet 2003                                          |                                                                    |
| Bubbly Heaven 逆ソープ天国                                                                                        | Alice Japan   | Shigeo Katsuyama                   | 22 août 2003                                             |                                                                    |
| Samantha Sora Aoi Vol.4 サマンサ 蒼井そら Vol.4                                                                   | Max-A         | Yo Takemura                        | 22 août 2003                                             | Parution de Younger Sister's Secret en DVD                         |
| Samantha Sora Aoi Vol.5 サマンサ 蒼井そら Vol.5                                                                   | Max-A         | Taira Takano                       | 19 septembre 2003                                        | Parution de Splash en DVD                                          |
| Welcome To Max Café ようこそMax Cafeへ！                                                                          | Max-A         | Yo Takemura                        | 30 septembre 2003 21 novembre 2003                       |                                                                    |
| Costume Play Doll 制服人形                                                                                        | Alice Japan   | Yuji Sakamoto                      | 24 octobre 2003                                          |                                                                    |
| Sora Aoi's 2 Videos 蒼井そら 2本セット                                                                            | Alice Japan   | Yuji Sakamoto                      | 24 octobre 2003                                          | ContientCostume Play Doll & Best Collection                        |
| Sora Aoi Best Collection 蒼井そら 秘蔵痴態集                                                                      | Alice Japan   |                                    | 24 octobre 2003                                          | Compilation d’extraits de Happy Go Lucky, "Cosmic Girl", & "50/50" |
| Oral Infection 口内感染                                                                                           | Max-A         | Yoshiho Fukuoka                    | 28 novembre 2003                                         |                                                                    |
| Max-A Anniversary IV                                                                                              | Max-A         |                                    | 19 décembre 2003                                         | Compilation de 24 actrices                                         |
| Indecent Model 猥褻モデル Waisetsu model                                                                          | Alice Japan   | Eigo Mochizuki                     | 26 décembre 2003                                         |                                                                    |
| Samantha Sora Aoi Vol.6 サマンサ 蒼井そら Vol.6                                                                   | Max-A         |                                    | 23 janvier 2004 (Oral Infection Version DVD)             |                                                                    |
| The Confined Bodydolls/ Sora Aoi 監禁ボディドール 蒼井そら                                                        | Max-A         | Taira Takano                       | 30 janvier 2004                                          |                                                                    |
| The Hidden Suicup 裏・スイカップ                                                                                  | Alice Japan   | Kyuhei Tsubakihara                 | 20 février 2004                                          |                                                                    |
| Naked 2/ Sora Aoi 裸体 蒼井そら#2                                                                                 | Shuffle       | Kosuke Kisaragi                    | 25 février 2004                                          | Nudisme seulement, pas de sexe                                     |
| Samantha Sora Aoi Vol.7 サマンサ 蒼井そら Vol.7                                                                   | Max-A         | Taira Takano                       | 26 mars 2004                                             | Parution de The Confined Bodydoll en DVD                           |
| Self Produce/ Sora Aoi                                                                                            | Max-A         | Toshio                             | 30 mars 2004                                             |                                                                    |
| The Devil's Training 悪魔の肉調教                                                                                 | Alice Japan   | Shigeo Katsuyama                   | 30 avril 2004                                            |                                                                    |
| Samantha Sora Aoi Vol.8 サマンサ 蒼井そら Vol.8                                                                   | Max-A         |                                    | 21 mai 2004 (“Production personnelle” de la Version DVD) |                                                                    |
| Sister's Secret Collection 妹の秘密コレクション                                                                   | Max-A         | Toshio                             | 28 mai 2004                                              |                                                                    |
| Taboo / Sora Aoi                                                                                                  | Max-A         | Yukinori Nishizawa                 | 28 mai 2004                                              |                                                                    |
| Boin Mix Bomb | Max-A         | Toshio                             | 18 juin 2004                                             | Compilation de 10 actrices à la poitrine généreuse                 |
| Provocative Erotic 挑発エロティック                                                                               | Alice Japan   | Hidekazu Takahara                  | 25 juin 2004                                             |                                                                    |
| More Max VI | Max-A         | Toshio                             | 23 juillet 2004                                          | Compilation de 10 actrices                                         |
| Samantha / Sora Aoi vol.9 サマンサ 蒼井そら Vol.9                                                                 | Max-A         | Yukinori Nishizawa                 | 23 juillet 2004                                          | Parution de Taboo en DVD                                           |
| Lollipop | Max-A         | Toshio                             | 30 juillet 2004                                          |                                                                    |
| Sora Aoi Becomes a Prostitute 風俗で蒼井そらとしたいっ！                                                          | Alice Japan   |                                    | 20 août 2004                                             |                                                                    |
| Sexy Butt Climax 204 女尻CLIMAX 2004 Mejiri Climax 2004                                                           | Alice Japan   | Usagi Kanda                        | 27 août 2004                                             | Compilation de 5 actrices                                          |
| Witch Hunt IV 魔女の棲み家Ⅳ                                                                                       | Max-A         | Taira Takano                       | 28 septembre 2004                                        |                                                                    |
| Fetish Sora フェティッシュ そら                                                                                   | Alice Japan   | Kyuhei Tsubakihara                 | 22 octobre 2004                                          |                                                                    |
| Sell Debut セル初                                                                                                 | S1            | Hideto Aki                         | 11 novembre 2004                                         |                                                                    |
| Samantha Sora Aoi Vol.10 サマンサ 蒼井そら Vol.10                                                                 | Max-A         | Toshio                             | 28 novembre 2004                                         | Parution de Lollipop en DVD                                        |
| Best of Sky | Max-A         | Toshio                             | VHS: 30 novembre 2004 DVD: 29 avril 2005                 | Compilation de 14 vidéos précédentes de Sora Aoi                   |
| Female Teacher X Schoolgirl 女教師×女子校生                                                                       | S1            | Kingdom                            | 11 décembre 2004                                         |                                                                    |
| Erotic Lady's Indecent Language Play 淫語 エロい女の淫語あそび                                                    | S1            | Kingdom                            | 11 janvier 2005                                          |                                                                    |
| Let's Confine! MAX MAX 4 Hours やっぱり監禁だ！まっくすまっくす4時間                                              | Max-A         |                                    | 28 janvier 2005                                          | Compilation de 14 actrices                                         |
| Sora Aoi is Just for Me 僕だけの蒼井そら                                                                          | S1            | Alala Kurosawa                     | 11 février 2005                                          |                                                                    |
| Kissing Special 接吻スペシャル                                                                                    | S1            | Hideto Aki                         | 11 mars 2005                                             |                                                                    |
| Sora is Your Do Exactly As Told Toy そらはアナタのいいなり玩具                                                    | S1            | Alala Kurosawa                     | 11 avril 2005                                            |                                                                    |
| Taboo Hard Mix (Compilation de 6 actrices)                                                                        | Max-A         | Toshio                             | 29 mars 2005                                             |                                                                    |
| Reverse Soap Heaven All Reserved Special 2005 逆ソープ天国貸切スペシャル 2005 (Compilation de 5 actrices)         | Alice Japan   | Usagi Kanda                        | 29 avril 2005                                            |                                                                    |
| Lusting Uniform Collection 欲情制服コレクション                                                                   | Max-A         | Toshio                             | 29 avril 2005                                            | Compilation de 5 actrices                                          |
| Sora's Moist, Rich Sex そらのネットリ濃厚セックス                                                                 | S1            | Kengo                              | 19 mai 2005                                              |                                                                    |
| Breast Special おっぱいスペシャル                                                                                 | S1            | Hideto Aki                         | 19 juin 2005                                             |                                                                    |
| Sora Will Relieve You Greatly 蒼井そら そらがいっぱい癒してあげる                                                 | S1            | Style[Jo]                          | 19 juillet 2005                                          |                                                                    |
| Uniform Doll Dress Up Collection 2005 制服人形 着せ替えコレクション 2005                                          | Alice Japan   | Usagi Kanda                        | 22 juillet 2005                                          | Compilation de 7 actrices                                          |
| Risky Mosaic - Stimulating Sex ギリギリモザイク はげましセックス                                                  | S1            | Koushirou                          | 19 août 2005                                             |                                                                    |
| Wouldn't You Like to Be Shown Sora's Sex Thorougly? そらのセックスじっくり見せてあげよっか                        | S1            | Tadanori Usami                     | 19 septembre 2005                                        |                                                                    |
| Get Really Erotic Costume Play! コスプレでい～っぱいHしよっ！                                                     | S1            | Alala Kurosawa                     | 19 octobre 2005                                          |                                                                    |
| Lewd Neighbor エッチな隣人                                                                                        | S1            | Tadanori Usami                     | 19 novembre 2005                                         |                                                                    |
| Delusional Special Bath 妄想的特殊浴場                                                                            | S1            | Hideto Aki                         | 19 décembre 2005                                         |                                                                    |
| A Life With Sora is Filled With Sex 24 Hours! そらとの共同生活は24時間セックスざんまい!                           | S1            | Hideto Aki                         | 19 janvier 2006                                          |                                                                    |
| Yeah! Nurses!! MAX MAX 4 Hours やっぱりナースだ！まっくすまっくす4時間                                            | MaxA          |                                    | 20 janvier 2006                                          |                                                                    |
| Brand New Nurse Sora as a Pakopako Nurse 新米ナースそらのパコパコ看護                                             | S1            | Iggy Coen                          | 19 février 2006                                          |                                                                    |
| Super Titty-Fucking 2 激パイズリ2                                                                                 | S1            | Hideto Aki                         | 19 avril 2006                                            |                                                                    |
| Sora is the Young Married Lady Next Door そらは隣の若奥様                                                         | S1            |                                    | 19 mai 2006                                              |                                                                    |
| Sora Aoi Collection 1 蒼井そらCOLLECTION 1                                                                        | S1            |                                    | 19 juillet 2006                                          |                                                                    |
| BakoBako Gangbang 15 バコバコ乱交15                                                                               | S1            | Hideto Aki                         | 19 septembre 2006                                        |                                                                    |
| S1 Dream Collection - Super S Class idols 4 hour special vol.1 S1ドリームコレクション スーパーS級アイドル4時間！1 | S1            |                                    | 19 octobre 2006                                          |                                                                    |
| Hyper-Risky Mosaic ハイパーギリギリモザイク                                                                       | S1            | Hideto Aki                         | 19 novembre 2006                                         |                                                                    |
| S1ドリームコレクション2周年記念スペシャルVer. スーパーS級アイドル8時間！                                          | S1            |                                    | 19 février 2007                                          |                                                                    |
| Big Dick PakoPako! おっきいチンポでバコバコ！                                                                     | S1            | Hideto Aki                         | 19 avril 2007                                            |                                                                    |
| Hyper-Risky Mosaic 8 Hours ハイパーギリギリモザイク8時間                                                          | S1            |                                    | 19 octobre 2007                                          |                                                                    |

Publications destinées aux U.S.A..
| Titre        | Producteur         | Directeur de la publication | Date de mise à disposition |
| ------------ | ------------------ | --------------------------- | -------------------------- |
| Asian Beauty | Adult Source Media | Kosuke Kisaragi             |                            |

- Titre non confirmé:
  - Twinkle Twinkle (Mai 2007([réf. nécessaire])
  - Summer Break (Mai 2007[réf. nécessaire])
  - Be My Valentine (Mai 2007[réf. nécessaire])

### Films notables
- High School Teacher (25 novembre 2003; 26 décembre 2003)

## Albums photos
| Titre en anglais   | Titre en japonais  | Date de parution |
| ------------------ | ------------------ | ---------------- |
| Lovepara Unmei     | らぶぱら 運命      | 10 mai 2003      |
| Lovex 07 Sora Aoi  | Lovex 07 蒼井そら  | 22 novembre 2003 |
| Karami 21 Sora Aoi | Karami 21 蒼井そら | 10 mars 2004     |

## Crédits
- (en) Cet article est partiellement ou en totalité issu de l’article de Wikipédia en anglais intitulé « Sola Aoi » (voir la liste des auteurs).